# Neurotoxicology
NeuroToxicology ist eine wissenschaftliche Fachzeitschrift, die vom Elsevier-Verlag veröffentlicht wird. Derzeit erscheint die Zeitschrift mit sechs Ausgaben im Jahr. Es werden Arbeiten veröffentlicht, die sich mit den Wirkungen toxischer Substanzen auf das Nervensystem beschäftigen.
Der Impact Factor lag im Jahr 2018 bei 3,263. Nach der Statistik des ISI Web of Knowledge wird das Journal mit diesem Impact Factor in der Kategorie Neurowissenschaften an 112. Stelle von 267 Zeitschriften, in der Kategorie Pharmakologie und Pharmazie an 85. Stelle von 267 Zeitschriften und in der Kategorie Toxikologie an 32. Stelle von 83 Zeitschriften geführt.